# 537 Pauly
537 Pauly este un asteroid din centura principală, descoperit pe 7 iulie 1904, de Auguste Charlois.